# Aion UT
Aion UT — субкомпактный хетчбэк, представленный в 2024 году компанией GAC Aion.

## Описание
Впервые Aion UT был представлен 31 октября 2024 года на фотографиях. Кодовое обозначение — AY2. 
Официальная презентация состоялась 31 октября 2024 года в Гуанчжоу параллельно со среднеразмерным внедорожником Hyptec HL. Конкурентами являются Volkswagen ID.3, MG4 и BYD Dolphin.
Производство намечено на 2025 год.

## Технические характеристики
Aion UT, равно как и Aion V и Aion RT, базируется на платформе AEP 3.0. В движение автомобиль приводится электродвигателем мощностью 136 л. с. на передней оси. Максимальная скорость ограничена до 150 км/ч. В зависимости от исполнения, автомобиль имеет 16- или 17-дюймовые колёса.